# Cruckshanksia hymenodon
Cruckshanksia hymenodon là một loài thực vật có hoa trong họ Thiến thảo. Loài này được Hook. & Arn. mô tả khoa học đầu tiên năm 1833.